# Armando Alanís
Armando Alanís Pulido (Monterrey, 15 de enero de 1969) es un poeta y promotor cultural mexicano. Director fundador del movimiento Acción Poética que consiste en pintar las bardas de la ciudad con versos y frases amorosas. Ha publicado más de 30 libros de poesía y ha sido incluido en diversas antologías. Es conocido también como "El bardo de las bardas".

## Obra
La obra literaria de Armando Alanís Pulido es amplia, tiene publicados 33 libros de poesía en las principales editoriales mexicanas como: Aldus, Mantis, El tucán de Virginia y Verdehalago. Ha sido publicado por las siguientes universidades: Universidad Autónoma de Nuevo León (UANL), Universidad Autónoma del estado de México (UAEM), Universidad Autónoma de Coahuila (UAC) y Universidad de Quintana Roo (UQR).
La Editorial Planeta le publicó en 2016 el libro Balacera  que lo convierte en el primer poeta mexicano editado por Editorial Tusquets, tiene además publicado el libro de poesía mexicana con el título más largo: "Poemas concebidos como un intento de mejorar el alma y escritos con infinitas probabilidades en contra o para ser más exactos eso que llaman amor mi corazón lo sintió nomás contigo."
Cinco de sus libros han sido editados en segundas ediciones y tres de ellos en ediciones bilingües: dos al francés y uno al portugués, le han publicado algunos de sus libros en otros países como Canadá, Guatemala y Ecuador 
- Carrusel (edición de autor, Monterrey N.L. 1993).
- Todo lo que diga puede ser usado en mi contra (Oficio ediciones, Monterrey N.L. 1994).
- Ligeras sospechas (Historias de Entreten y Miento, Gobierno del estado de Coahuila 1995).
- Saltos en la luna (Ediciones pasto verde, Orizaba Veracruz 1996)
- "Gritar por poder gritar" (ediciones de pasto verde, Orizaba Veracruz , 1996)
- Gritar por poder gritar (Mantis editores, Guadalajara Jalisco 1997).
- Los delicados escombros (Fondo editorial tierra adentro número 185 CONACULTA México D.F. 1998, segunda edición 2005).
- Descorazamiento y fatiga (La tinta de alcatraz, Toluca Edo de México 1998)
- La tristeza es un somnífero intesante(Verdehalago y CONARTE, México D.F. 1999).
- "Descorazonamiento y fatiga (segunda edición Universidad Autónoma de Tamaulipas, colección papeles de la mar, serie desde la orilla, 2000)
- Naufregé en train de chanter un hymne urbain/ Náufrago cantando un himno urbano (Ecrits des Forges Montreal Canadá 2001, edición bilingüe Francés - Español, traducción de Francoise Roy).
- "Combustión espontánea" (Mantis editores y CONARTE, Guadalajara Jalisco 2005).
- "La costumbre heroicamente insana de hablar solo" (con un prólogo de Gonzalo Rojas, Editorial Aldus y UANL, México >D.F. 2007).
- Poèmes de la région quatre/ Poemas de la regiön cuatro (Écrits des Forges, Montreal Canadá 2007, Edición bilingüe Francés -Español, traducción de Francoise Roy).
- "Aquello que sucede cuando en aliento llegas en la noche estrellada de los versos" (Ediciones de Pasto verde, colección el celta miserable, Orizaba Veracruz, 2009).
- Tu respiración es el asunto" (Universidad de Quintana Roo, 2009).
- Ritual del susodicho/ Ritual do dito cujo con un prólogo de Alfredo Fressia(Mantis editores, Selo Sebastiao Grifo y UANL, Monterrey N.L. 2010 Edición bilingüe Portugués- Español, Traducción de Rafael Rocha Daud).
- Nada que ocultar (Editorial Aldus y Gobierno de Yucatán, 2011).
- Revivir de entre los vivos (el tucan de virginia, 2012).
- Puerta entreabierta (canapé 2012).
- King kong se enamora de una de su tamaño, (Poetazos, 2013)
- Nada que ocultar ( 2a  edición, Quito ecuador, 2014)
- El fin de las afinidades, (cascada de palabras, 2014) (2a edición oficio ediciones, 2014)
- Portazo en la nariz de la musa (antología) (metáfora ediciones, 2014) Guatemala (2a edición UANL, 2016)
- Balacera, UAEM 2015
- Portazo en la nariz de la musa (UANL, 2a edición, 2016)
- Balacera (tusquetts, versión corregida y aumentada, 2016)
- Catálogo de candorosas esperanzas, (letras de pasto verde, Orizaba Veracruz , 2016)
- Mi corazón es una tarjeta postal de Monterrey, (Celosía, escritores del noreste Universidad Autónoma de Coahuila, 2016)
- El tamaño exacto de tu cuerpo y de tu alma (la hoja murmurante, la tinta de alcatraz, Toluca Edo de México, 2017)
- "Poemas concebidos como un intento de mejorar el alma y escritos con infinitas probabilidades en contra o para ser más exactos eso que llaman amor mi corazón lo sintió nomás contigo"(editorial capítulo siete,2018)
- "Nada altera el desastre", (oficio ediciones, 2018)
- Sufrimientos nuevecitos, (oficio ediciones, 2019)
- La decisión espiritual de elegir el camino incorrecto, (UANL, 2020)
- Un paseo inmoral por tus venas y otros ejercicios para el desconsuelo, (poetazos, 2020)
- Caído en una trampa me interrogo, (itacatl, 2020)

## Reconocimientos

### Premios Literarios
- Premio de Nacional de Poesía Joven Ubaldo Ramos (1998)  (por el libro: Descorazonamiento y fatiga)
- Premio Internacional de poesía Nicolás Guillen (2008)   (por el libro: Tu respiración es el asunto)
- Premio Nacional de Poesía Experimental Raúl Renán (2009)(por el libro: Nada que ocultar)
- Premio a las Artes de la Universidad Autónoma de Nuevo León (2005). (trayectoria literaria)

### Otros premios y reconocimientos
- Medalla al mérito cívico Juan José Hinojosa, Monterrey N.L. 2009
- Trofeo Regio, octava edición, Monterrey N.L. 2009
- Medalla al mérito cívico, Diego de Montemayor, otorgada por el municipio de Monterrey N.L. a sus ciudadanos distinguidos, Monterrey N.L. 2010

* Medalla "presea estado de Nuevo León" 2016 otorgada por el gobierno del estado, máximo reconocimiento a los ciudadanos que destacan en áreas sociales, científicas y culturales
*Reconocimiento Trayectoria única, otorgado por UNICA UNIVERSIDAD, 2019